# 信譽系統
信誉系统是一种通过一些实体相互给出看法和评价，来试图确定这些实体的等级和类别的合作性筛选算法。
这很类似于一种推荐系统, 但是和其他对实体的推荐不同（比如书籍、电影，或者是音乐），信誉系统是实体间的互相推荐。信誉系统可以使所谓的信任(Resnick et al. 2000)更容易被量化，随着信誉的更加明显，这一系统也变得更加有效。
信誉系统对于大型在线社区是很有用的，用户经常有机会和之前毫无经验的用户互动，也有像YouTube和Flickr这样发布用户生成内容的社区。在那样的环境下，基于信誉系统来决定是否和有经验的用户进行互动是很有帮助的。
信誉系统一般会伴随着相关的激励系统来进行奖优惩劣。例如，有很高信誉评价的用户会被赋予特殊的权限，而评价很低的用户或者是信誉评价很不稳定的用户就会比较受限制。

## 信誉系统的类别
eBay使用着一个很简单的信誉系统，它在每一对用户完成一次交易之后记录下双方的评级（包括正面的、负面的，或者是中立的），每个用户的信誉评价记录了用户所有积极或者消极的交易历史。
PageRank是一个更复杂的的算法系统，通过单独实体的信誉来度量一个单独实体对其他实体的贡献，它可以给基于连接结构的网页进行排名。在PageRank系统中，每一个网页对其他页面的贡献都会成比例地计入其本身的页面排名，而网页的外连则会被反比例计入。
在一些客观情况下，信誉系统提供了一个统一的对某一消息、故事、博客或在线发布的信誉的影响力评价。系统首先获得数据，利用复杂的算法根据数据进行打分和排名，确定是提高还是降低了个体、公司和品牌的信誉。

### 在线信誉系统
Howard Rheingold指出在线信誉系统是“采用计算机技术，用一种全新的更有效的方式来对旧有的基本的人类特征进行描述”。 Rheingold倾向于internet用户在线进行交互时需要在个体群中获得信任才导致了这些系统的出现。 他认为重要的天生的人类特征是那些社会功能，比如说类似“时至今日，我们应该相信谁，谁是被别人信任的，谁是重要人士以及谁来决定谁重要”的闲聊。 像eBay和Amazon这样的网站，他认为是寻求服务消费者特征的，而且“建立在数百万顾客的的群体贡献之上”，内容质量的管理以及通过网站进行交互交换的信誉系统是给网站加分的。

## 一些实际应用的的举例
- 搜索：互联网（见PageRank），博客（见博客搜索引擎）
- 电子商务：eBay，Epinions，Bizrate
- 社会新闻：Slashdot，Reddit，Digg
- 编程社区：Advogato，自由职业市场
- 网络安全：TrustedSource
- 电子邮件：反垃圾邮件技术，信誉查询（RapLeaf）
- 点对点：确定信任的节点
- 个人信誉：PersonRatings.com，CouchSurfing（旅行者专用）
- 非政府组织（NGOs）：www.GreatNonProfits.org，GlobalGiving
- 所有目的信誉系统：Yelp，_Inc.

## 对信誉系统的攻击
Sybil攻击，是指攻击者通过创建大量假名实体，并利用它们获得不成比例的巨大影响力，从而造成对信誉系统的破坏。 信誉系统遭到Sybil攻击造成的破坏程度取决于Sybils是否可以很容易的生成，信誉系统如何对待来自于与值得信任的实体不存在信任链关系的实体的参与，信誉系统是否同等地对待所有实体。 它是以书籍《Sybil》中的主题而命名的，书的内容是关于女性多重人格障碍的案例研究。

## 请参阅
- 信誉管理
- 信誉服务
- 合作性筛选
- 信任网络
- 信任度量
- 主观逻辑
- 社会半透明化